# Saint-Griède
 Saint-Griède  là một xã của tỉnh Gers, thuộc vùng Occitanie, tây nam nước Pháp.